# Ciacova
Ciacova (alemán: Tschakowa; húngaro: Csák, hasta 1913 Csákova; serbocroata: Чаково/Čakovo) es una ciudad con estatus de oraș de Rumania perteneciente al județ de Timiș.
En 2011 tiene 5348 habitantes, con la siguiente composición étnica:
- Rumanos: 4266 habitantes
- Magiares: 333 habitantes
- Gitanos: 229 habitantes
- Alemanes: 88 habitantes
- Serbios: 66 habitantes
- Ucranianos: 26 habitantes
- Otros: 340 habitantes

Incluye cuatro pueblos o pedanías: Cebza (Csebze), Macedonia (Macedónia), Obad (Obád) y Petroman (Petromány). Ciacova es villa desde 2004; antes era una comuna que incluía también los actuales pueblos de la comuna de Ghilad.
Ciacova es el lugar de nacimiento del famoso escritor y filósofo serbio Dositej Obradović.
Se ubica unos 20 km al sur de Timișoara.